# Albertina Escher
Albertina Escher (* um 1842, getauft 15. Juni 1845 auf der Plantage Buen Retiro bei Artemisa; † nach 1891 in Havanna) war eine freigelassene Tochter einer kubanischen Sklavin.

## Leben
Albertina Escher war die Tochter der auf Kuba geborenen Haussklavin Serafina (* 1824; † 10. November 1846); die Vaterschaft konnte nicht restlos geklärt werden. 
Kurz vor seinem Tod wurde sie, gemeinsam mit ihrer Mutter, von dem Schweizer Plantagenbesitzer Friedrich Ludwig Escher in die Freiheit entlassen. Albertina, die von ihrem Vater nicht legitimiert wurde, erhielt bei ihrer Freilassung aufgrund des Testaments von Friedrich Ludwig Escher vom 23. November 1845 zusammen mit ihrer Mutter Serafina den bürgerlichen Nachnamen ihres ehemaligen Besitzers. Heinrich (Enrique) Steiner, der Aufseher und Verwalter von Buen Retiro, der seit 1839 für Escher arbeitete und die Plantage nach dessen Tod im Dezember 1845 faktisch leitete, versuchte zunächst durch ein Betrugsmanöver die testamentarischen Verfügungen Eschers zu umgehen, indem er Serafina als Ceferina, eine kurz zuvor verstorbene Sklavin, ausgab. Friedrich Ludwig Escher hatte jedoch mit einem seiner Nachlassverwalter, dem Hamburger Kaufmann Heinrich Gätke, vereinbart, dass dieser sich um Serafina und Albertina kümmern sollte. Serafina erhielt darauf noch in Artemisa die Freilassungsdokumente (libertad testamentaria) für sich und ihre Tochter sowie deren Taufzeugnis (fe de bautismo).
Nach dem Tod ihrer Mutter am 10. November 1846 nahm Heinrich Gätke Albertina Escher mit nach Havanna, wo sie in einer reichen, sklavenbesitzenden, nicht weissen Elite aufwuchs. 
Sie war 1860 die Erbin der verstorbenen vermögenden farbigen Unternehmerin Úrsula Lambert, die vermutlich ein Liebesverhältnis mit dem Plantagenbesitzer Cornelius Souchay (1784–1837) hatte.
Belén Samuel, eine wohlhabende Frau nicht weissen Elite, bestimmte 1862 in ihrem Testament, Albertina Escher zu einer Teilerbin, und vermachte ihr Häuser, Geschäfte, Sklaven und ein grösseres Vermögen. Weil dieses Testament jedoch von Gläubigern angefochten wurde, zog sich die Vollstreckung bis nach 1891 hin und Albertina Escher erhielt nur einen Teil des Erbes, unter anderem auch mehrere Sklaven.
Sie heiratete 1862 den farbigen freien Schneider Vicente María Escolástico Calderón († 1869); gemeinsam hatten sie vier Kinder und lebten im elitären Teil des Belén-Viertels von Havanna. Nach dem Tod ihres Ehemannes kämpfte sie über zwei Jahrzehnte um die volle Erbschaft ihres Mannes.

## Siehe
- Sklaverei in Kuba